# Tilen Finkšt
Tilen Finkšt, slovenski kolesar, * 6. julij 1997.
Finkšt je profesionalni kolesar, ki od leta 2022 tekmuje za UCI Continental team ekipo Adria Mobil. Med letoma 2016 in 2021 je tekmoval za ekipo Radenska–Ljubljana. Leta 2023 je zmagal na dirki VN Adria Mobil, leta 2022 pa je bil drugi na dirki za Veliko nagrado Gorenjske.